# Genaemirum rhinoceros
Genaemirum rhinoceros är en stekelart som beskrevs av Heinrich 1967. Genaemirum rhinoceros ingår i släktet Genaemirum och familjen brokparasitsteklar. Inga underarter finns listade i Catalogue of Life.